# Laminou
Laminou ist ein Ort und ein Arrondissement im Departement Collines im westafrikanischen Staat Benin. Es ist eine Verwaltungseinheit, die der Gerichtsbarkeit der Kommune Ouèssè untersteht.

## Demografie und Verwaltung
Gemäß der Volkszählung 2013 des beninischen Statistikamtes INSAE hatte das Arrondissement 19.270 Einwohner, davon waren 9511 männlich und 9759 weiblich.
Von den 63 Dörfern und Quartieren der Kommune Ouèssè entfallen sieben auf Laminou:
1. Attannondoho
2. Botti
3. Gbémè
4. Kpassa
5. Laminou
6. Laminou-Aïdjèdo
7. Wodji